# Пјетрафрача (Ђенова)
Пјетрафрача је насеље у Италији у округу Ђенова, региону Лигурија.
Према процени из 2011. у насељу је живело 70 становника. Насеље се налази на надморској висини од 500 м.